# Senetic
Senetic – polskie przedsiębiorstwo specjalizujące się w dostarczaniu rozwiązań IT dla firm oraz instytucji publicznych. Przedsiębiorstwo specjalizuje się w dostarczaniu usług chmurowych Microsoft dla biznesu: Office 365, Azure oraz SharePoint oraz urządzeń sieciowych, serwerowych, oprogramowania i sprzętu IT dla małych i średnich przedsiębiorstw. Senetic jest wieloletnim certyfikowanym partnerem Microsoftu, ma na koncie 16 złotych kompetencji producenta. Firma zdobyła tytuł Partnera Roku Microsoft w 2017 oraz w 2019 roku w segmencie MŚP. 

## Historia
Senetic powstał w 2009 roku w Katowicach. Początkowo miał charakter niewielkiego sklepu internetowego. W 2010 roku dostrzegając dynamicznie rozwijający się rynek nowych technologii podjęto strategiczną decyzję o ekspansji międzynarodowej, dzięki temu w Wielkiej Brytanii powstał pierwszy zagraniczny oddział. W kolejnych latach Senetic rozszerzył swój obszar działania o kolejne spółki we Francji, Niemczech, Włoszech czy Hiszpanii.
W 2018 roku rozpoczęto sprzedaż rozwiązań hardware w USA i Kanadzie oraz otworzono dedykowane sklepy w Ameryce Środkowej i Południowej. Firma obecnie prowadzi działalność w 27 spółkach, obsługując przy tym średnio 2 mln klientów rocznie.

## Zasięg

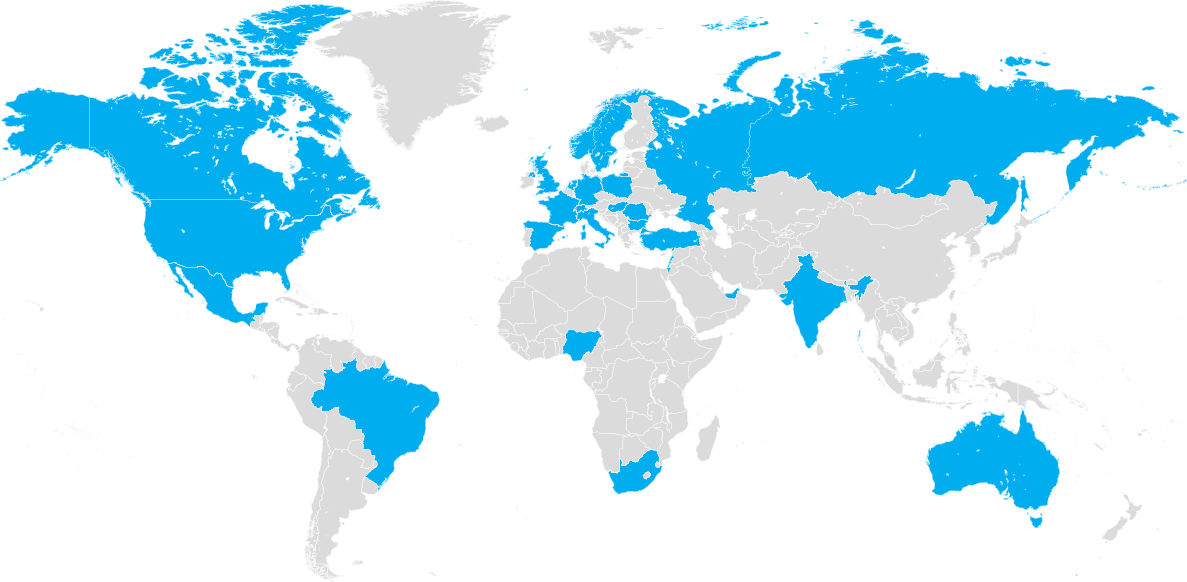
Zasięg Senetic na świecie (2019 rok). Barwą niebieską zostały oznaczone kraje, w których jest prowadzona sprzedaż.

W połowie 2019 roku Senetic posiadał 82 dedykowane sklepy dla poszczególnych krajów.

## Microsoft Direct Partner
W 2016 roku firma została Direct Partnerem Microsoftu w programie Cloud Solution Provider, którym objęte są m.in. Office 365, Microsoft Azure, Dynamics CRM Online, Enterprise Mobility Suite, Visio, Project czy Intune.

## Partnerstwa
Senetic posiada liczne partnerstwa. Firma zdobyła status VMware Premier Partner, Dell Preferred Partner oraz Oracle Gold Partner. Jest także oficjalnym partnerem Allied Telesis, Fujitsu, Ubiquiti, MikroTik czy Symantec. 

## Nagrody i wyróżnienia[1]
- 2015 – Senetic został wyróżniony złotą kompetencję Microsoft w obszarze Small and Midmarket Cloud Solutions[13]. Senetic zdobył również statusy partnerstwa od takich marek jak Dell, Jabra, Oracle, Veeam i VMware.
- 2016 – Senetic znalazł się na 45 pozycji na liście ITwiz Best 100[14] skupiającej 100 największych firm IT w Polsce.
- 2017 – Senetic uzyskał tytuł Partnera Roku Microsoft 2017 w segmencie MŚP[15] oraz otrzymał europejski znak jakości Trusted Shops[16].
- 2018 – Senetic otrzymał tytuł Partnera Roku Microsoft w segmencie MŚP[17] oraz zajął pierwsze miejsce w zestawieniu Microsoft ESD (sprzedaż licencji elektronicznych producenta)[18]. Firmie przyznano również status Złotego Partnera w programie Intel Technology Provider[19]. W drugim kwartale 2018 Senetic otrzymał Złotą Strzałę 2018 za największą liczbę transakcji[20]. Otrzymana nagroda dotyczy wyników sprzedaży rozwiązań VMware. Największym osiągnięciem w 2018 roku było zdobycie nagrody w konkursie Polska Firma – Międzynarodowy Czempion, w kategorii Eksporter: Polska Firma Prywatna – małe i średnie przedsiębiorstwa[21]. Firma stanęła na podium obok takich marek jak Amica i CCC.
- 2019 – przedsiębiorstwo zajmuje wysokie pozycje w zestawieniu Computerworld TOP200 z przychodami przekraczającymi 309 mln zł[22]. Senetic w konkursie European Business Awards otrzymuje tytuł National Winners 2019 w kategorii “The Digital Technology Award with Turnover of €26-150M”[23]. Senetic otrzymuje tytuł Partnera Roku Microsoft 2019 w segmencie MŚP[5].

## Produkty i usługi
- Rozwiązania chmurowe

Doradztwo, projektowanie oraz wdrażanie rozwiązań dla biznesu z zakresu usług chmurowych Microsoft: Office 365, Azure, SharePoint.
- Sprzęt IT

Serwery, routery, pamięci masowe, akcesoria, kamery, GPS, monitory.
- Oprogramowanie

Rozwiązania wspierające bezpieczeństwo, a także narzędzia służące do odzyskiwania danych oraz platformy do wirtualizacji.
- Outsourcing IT

Integracja CRM, Sharepoint oraz innych systemów opartych na technologiach Microsoft, udzielanie wsparcia przy migracjach lokalnej infrastruktury do chmury w modelu IaaS, SaaS i PaaS, usługi bezpieczeństwa IT: audyty, konfiguracje, backupy oraz konserwacje.
- Senetic Academy

Senetic Academy to internetowa platforma kursów dla zaawansowanych użytkowników oraz administratorów, za pośrednictwem kursów online użytkownicy zdobywają wiedzę z różnych obszarów IT.
- Konferencje z cyklu ITewolucja  Cykl regionalnych konferencji IT dedykowanych organizacjom z sektora publicznego oraz MŚP[34].